# Ambondro
Pour les articles homonymes, voir Ambondro (mammifère).
Ambondro est une commune urbaine malgache située dans la partie sud de la région d'Androy.

## Géographie
Elle se situe aux abords de la route nationale 10 qui prend fin 22 km plus loin à Ambovombe .